# Eremotrichoma
Eremotrichoma Giordani Soika, 1956 è un genere di insetti della famiglia Ephydridae (Diptera: Schizophora).

## Descrizione
Gli adulti hanno corpo di piccole dimensioni, lungo circa 1–2 mm. Morfologicamente sono simili a quelli di Allotrichoma e di Hecamede. Dai primi differiscono nella colorazione dei palpi mascellari e per alcuni elementi della chetotassi della faccia (setole facciali) e del mesonoto (setole acrosticali prescutellari, setola presuturale). Da Hecamede differiscono per la presenza di due sole paia di setole scutellari e per la conformazione delle gene e delle postgene.
Il capo è microtomentoso, con pigmentazione delle placche orbitali più chiara rispetto alla vitta frontale. Palpi mascellari giallastri, antenne con arista pettinata recante 5-6 raggi dorsali. La chetotassi è così composta: 
- due setole fronto-orbitali, l'anteriore reclinata, la posteriore proclinata;
- setole ocellari inserite anteriormente rispetto al triangolo ocellare;
- setole verticali ben sviluppate;
- setole pseudopostocellari presenti;
- setole facciali ridotte ad un solo paio, ben sviluppato, inserite ai lati. Un solo paio di setole facciali ben sviluppate, inserite ai margini laterali.

Il torace ha una colorazione chiara, con riflessi argentati, ed ha una chetotassi meno sviluppata rispetto ad Allotrichoma. A differenza di questo genere, Eremotrichoma è sprovvisto della sopralare presuturale, ha le acrosticali prescutellari indifferenziate e la katepisternale poco sviluppata. Le ali sono ialine, con nervature giallastre o bianco-giallastre. Costa estesa fino alla terminazione della media.

## Biologia
Le conoscenze relative a questo genere sono sostanzialmente limitate all'habitat in cui si ritrovano gli adulti: Eremotrichoma è associato ad ambienti acquatici presenti in regioni desertiche, rappresentati da aree umide presenti nelle oasi o da specchi d'acqua salmastra, salina o alcalina.

## Sistematica e filogenesi
La storia tassonomica di Eremotrichoma è relativamente recente ed è strettamente associata ad Allotrichoma. Le prime specie furono rispettivamente classificate nei generi Elephantinosoma e Allotrichoma. Becker (1903) descrisse la prima specie, con il nome Elephantinosoma perspiciendum. Successivamente, Collin (1949) rinominò la specie come Allotrichoma perspiciendum, aggiunse una nuova specie, Allotrichoma agens e una varietà di quest'ultima, A. agens var. simplicior.
Il taxon Eremotrichoma fu istituito da Giordani Soika nel 1956, come sottogenere di Allotrichoma. L'Autore non descrisse nuove specie, ma vi inserì i tre taxa definiti da Becker e Collin, elevando a specie distinta la varietà simplicior. Le nuove combinazioni furono pertanto Allotrichoma (Eremotrichoma) perspiciendum, Allotrichoma (Eremotrichoma) agens e Allotrichoma (Eremotrichoma) simplicior. Come serie tipo fu designata la specie originariamente definita da Becker (1903) con il nome Elephantinosoma perspiciendum.
Nel 1985, Mathis effettuò una revisione del genere, confermando le precedenti classificazioni di Giordani Soika, e aggiunse una nuova specie, Allotrichoma (Eremotrichoma) kugleri. Fornì, inoltre, una descrizione più approfondita dei sottogeneri Allotrichoma e Eremotrichoma e abbozzò una prima ipotesi di relazione filogenetica fra i gruppi esaminati. Infine designò il lectotipo per il maschio di Allotrichoma (Eremotrichoma) perspiciendum e due esemplari dei due sessi come paratipi. Alcuni anni più tardi, Canzoneri & Vienna (1989) aggiunsero una quinta specie, Allotrichoma (Eremotricoma) meridionale.
Fino agli inizi degli anni novanta, Allotrichoma e i generi affini erano collocati nell'ambito della tribù Atissini; sulla base degli sviluppi occorsi negli anni precedenti e delle acquisizioni dall'analisi cladistica, Mathis (1991) opera una sostanziale revisione tassonomica che modifica drasticamente la posizione sistematica di questi gruppi. Nell'ambito di questa revisione, l'Autore istituisce una nuova tribù, Hecamedini, che colloca nella sottofamiglia Gymnomyzinae. L'analisi cladistica evidenzia una relazione più stretta del gruppo Eremotrichoma con il genere Hecamede, rispetto al clade composto dai generi Diphuia e Allotrichoma sensu lato. La classificazione adottata fino ad allora individuava perciò un gruppo parafiletico e sulla base di queste acquisizioni, Mathis eleva Eremotrichoma al rango di genere. L'anno successivo (1992), Krivosheina classifica la sesta specie, denominandola Eremotrichoma deserticola.
L'impianto tassonomico definitivo, ricorrente dal 1992, vede pertanto il genere Eremotrichoma composto dalle seguenti sei specie:
- Eremotrichoma agens (Collin, 1949)
- Eremotrichoma deserticola Krivosheina, 1992
- Eremotrichoma kugleri (Mathis, 1986)
- Eremotrichoma meridionale (Canzoneri & Vienna, 1989)
- Eremotrichoma perspiciendum (Becker, 1903)
- Eremotrichoma simplicior (Collin, 1949)

La posizione di Eremotrichoma nell'albero filogenetico degli Hecamedini è evidenziata nel seguente cladogramma (Mathis, 1991)::
|  | Eremotrichoma |
|  |               |
|  | Hecamede      |
|  |               |

|  | Diphuia      |
|  |              |
|  | Allotrichoma |
|  |              |

|  | Eremotrichoma |
|  |               |
|  | Hecamede      |
|  |               |

|  | Diphuia      |
|  |              |
|  | Allotrichoma |
|  |              |

|  | Eremotrichoma |
|  |               |
|  | Hecamede      |
|  |               |

|  | Diphuia      |
|  |              |
|  | Allotrichoma |
|  |              |

|  | Eremotrichoma |
|  |               |
|  | Hecamede      |
|  |               |

|  | Diphuia      |
|  |              |
|  | Allotrichoma |
|  |              |

## Distribuzione
Eremotrichoma si distribuisce in regioni desertiche del Paleartico e in aree limitrofe della regione afrotropicale, con maggiore diffusione nel Nordafrica e in Medio Oriente. La distribuzione geografica delle sei specie è riassunta nella seguente tabella:
|                  | Ecozone                   | Siti                            |
| ---------------- | ------------------------- | ------------------------------- |
| E. agens         | Paleartica                | Egitto, Israele                 |
| E. deserticola   | Paleartica                | Kazakistan                      |
| E. kugleri       | Paleartica                | Egitto, Israele                 |
| E. meridionale   | Afrotropicale             | Senegal                         |
| E. perspiciendum | Paleartica, afrotropicale | Egitto, Israele, Algeria, Sudan |
| E. simplicior    | Paleartica                | Egitto, Bahrein                 |